# Nooit ziek geweest
Nooit ziek geweest is de tweede roman van Nico Dijkshoorn. In 49 hoofdstukken beschrijft Dijkshoorn de herinneringen aan de momenten met zijn vader Klaas en de invloed die Klaas heeft gehad op zijn familie. Het verhaal begint en eindigt in het verzorgingshuis.